# Bisamberg
Bisamberg è un comune austriaco di 4 638 abitanti nel distretto di Korneuburg, in Bassa Austria; ha lo status di comune mercato (Marktgemeinde). Il 1º gennaio 1970 ha inglobato il comune soppresso di Klein-Engersdorf.

## Geografia
Le comuni catastali sono Bisamberg e Klein-Engersdorf.